# Macintosh Classic II
Il Macintosh Classic II è un personal computer prodotto da Apple e commercializzato dal 21 ottobre 1991 al 13 settembre 1993. È stato progettato come sostituto del Macintosh SE/30 e come evoluzione del Macintosh Classic. Dal 14 settembre 1992 al 18 ottobre 1993 è stato commercializzato anche come Performa 200: rispetto al Classic II questo modello si differenzia per un fax/modem integrato e per un pacchetto di programmi compresi nel prezzo d'acquisto. Fa parte della serie dei Macintosh Classic.

## Descrizione
Il Macintosh Classic II era tutto ciò che avrebbe dovuto essere il suo predecessore Macintosh Classic. Quando i dirigenti Apple decisero di sostituire il Macintosh SE con un altro computer all-in-one, per il Classic scelsero di utilizzare la stessa CPU del Macintosh originale, l'ormai datato processore Motorola 68000. Il Macintosh Classic riuscì a vendere bene grazie al prezzo inferiore ai 1.000 dollari ma risultò comunque un computer lento. Per sostituire il Classic fu scelto di utilizzare la più prestazionale CPU Motorola 68030, la stessa del Macintosh SE/30, con una frequenza di 16 MHz, rendendo il computer molto più veloce del suo predecessore (anche se non tanto quanto il modello SE/30). Fu deciso anche di dotarlo di una RAM base doppia rispetto al Classic, 2 MB anziché 1 MB. La massima memoria utilizzabile dal computer fu fissata a 10 MB.
Il monitor era il solito CRT da 9" in bianco e nero che caratterizzava tutti i modelli della serie. Volendo l'utente poteva acquistare la ScuzzyGraph II, una periferica esterna che si collegava al computer tramite la porta SCSI posteriore e che permetteva di visualizzare immagini a colori su un monitor esterno.

## Caratteristiche tecniche
- CPU: Motorola 68030 a 16 MHz
- ROM: 512 KB
- RAM: da 2 a 10 MB
- Video: monitor 9" monocromatico
- Memorie di massa: 
  - 1 unità floppy per dischetti da 3,5" e 1,44 MB
  - disco rigido da 40 0 80 MB
- Porte di espansione:
  - 2 porte ADB per mouse e tastiera
  - 1 porta SCSI
  - 1 porta per unità a disco esterne
  - 1 ingresso e 1 uscita audio (a 8 bit)